# Gustav Bubník
Augustin "Gustav" Bubník, född 21 november 1928 i Prag, död 18 april 2017 i Prag, var en tjeckoslovakisk ishockeyspelare.
Han blev olympisk silvermedaljör i ishockey vid vinterspelen 1948 i Sankt Moritz.